# Тинтагил
Тинтагил (също Тинтагел, Тинтажел, на английски: Tintagel Castle) е легендарна крепост, след това и замък, разположена на крайбрежието на графство Корнуол, Англия. През 1233 година е построен средновековен замък на мястото на легендарната крепост, чиито останки и развалини могат да се видят и днес. Според легендата тук от крал Утер Пендрагон и лейди Игрейн (жената на лорд Корнуол) е заченат крал Артур, а също така е резиденция на крал Марк, вуйчото на Тристан.
В днешно време има малко селище със същото има и е популярно туристическо място.

## История
Римското селища на това място съществува в периода 3 – 4 век. След като римляните си тръгват, на това място съществува фортификация, според легендата служеща като резиденция на келтския крал на Британия. Замъкът, чиито руини могат да се видят и днес, е построен по-късно, вероятно около 1233 г., от Ричард Корнуолски. Придаден му е по-старомоден вид, за да изглежда по-древен. След Ричард другите владетели на района не проявяват интерес към замъка. Той постепенно се руши, като някои от стаите му се използват като затвор. До 19 век земите около него за използвани като пасища.
Археологическите разкопки на мястото започва през 19 век, когато интересът към замъка започва да расте, тъй като Викторианската епоха е маркирана от повишен интерес към легендите за крал Артур. През 1930-те години са открити следите на много по-ранно селище, което е имало висок статут и търговски връзки със Средиземноморието по римско време.